# Irena Krogulska
Irena Krogulska, z d. Płotka (ur. 10 września 1954 w Poznaniu) – polska siatkarka, mistrzyni i reprezentantka Polski.

## Kariera sportowa
Jako zawodniczka Startu Łódź zdobyła mistrzostwo Polski w 1977, wicemistrzostwo Polski w 1978 i brązowy medal mistrzostw Polski w 1976, a także Puchar Polski w 1978. W sezonie 1978/1979 była zawodniczką BKS Stal Bielsko-Biała i zdobyła Puchar Polski w 1979. Od 1979 występowała w ŁKS Łódź, z którym zdobyła wicemistrzostwo Polski w 1982, mistrzostwo Polski w 1983 oraz brązowy medal mistrzostw Polski w 1987.
W reprezentacji Polski seniorek debiutowała 19 maja 1976 w towarzyskim spotkaniu z Rumunią. W 1981 wystąpiła na mistrzostwach Europy, zajmując z drużyną 5. miejsce. Na tym turnieju zagrała swój ostatni mecz w biało-czerwonych barwach - 27 września 1981 z Węgrami. Łącznie w I reprezentacji Polski wystąpiła w 48 spotkaniach.